# Elementi di igiene
Elementi di igiene è un libro scritto da Paolo Mantegazza e pubblicato nel 1864, in cui l'autore si prefigge di divulgare al maggior numero di persone possibili le nuove norme di igiene, le quali stavano cominciando ad essere ritenute valide per prevenire le malattie più diffuse. Egli si rivolge in particolar modo:
«a quella parte colta della nazione che ne costituisce il nerbo più robusto e la schiera più gloriosa, e vorrei sperare che sotto questo punto di vista il libro potesse esser letto dai medici e dai profani dell'arte nostra.»
In queste parole si può notare come venga "selezionato" dal nostro il destinatario della sua opera: la borghesia italiana, di cui Mantegazza stesso faceva parte, e che aveva contribuito con le sue energie al processo di unificazione appena realizzato. In quasi seicento pagine il libro affrontava tutti i temi attinenti quella «scienza sociale che, appena nata, aspetta luce e forza dalla fisiologia e stende la mano all'economia politica e alla legislazione». 
Naturalmente non mancava l'igiene «dei sentimenti», quella sessuale e della gravidanza ma si dà spazio anche a informazioni sugli alimenti, e qui Mantegazza si dilungava su uno dei suoi argomenti preferiti: quello degli alimenti quali il caffè, la coca e il tabacco, prodotti di cui era un consumatore dai tempi del viaggio in America Latina e di cui spiegava virtù e pericoli. L'igiene mantegazziana aspirava dunque a fornire le regole e le pratiche che avrebbero guidato la società verso quegli obiettivi di «libertà» e «potenza». Questo era possibile perché l'igiene era «l'arte della fisiologia», scienza «positiva» per eccellenza, come Mantegazza spiegherà ai lettori della Nuova Antologia qualche anno dopo.